# Aappo Saloranta
Aappo Saloranta (Oulu, 1991) è un ex giocatore di football americano finlandese, che ha giocato come wide receiver.
Dopo aver giocato per le squadre giovanili e per la prima squadra degli Oulu Northern Lights si trasferisce nel 2013 agli svizzeri Calanda Broncos; nel 2014 torna in Finlandia ai Turku Trojans, per andare a chiudere la carriera ai Wasa Royals nel 2017.

## Palmarès
- 1 Swiss Bowl (Calanda Broncos: 2013)